# Edward Pepłowski
Edward Adolf Pepłowski (ur. 11 kwietnia 1880 w Starachowicach, zm. 23 marca 1960 w Łodzi) – polski inżynier, polityk, minister pracy i opieki społecznej, senator II RP.

## Życiorys

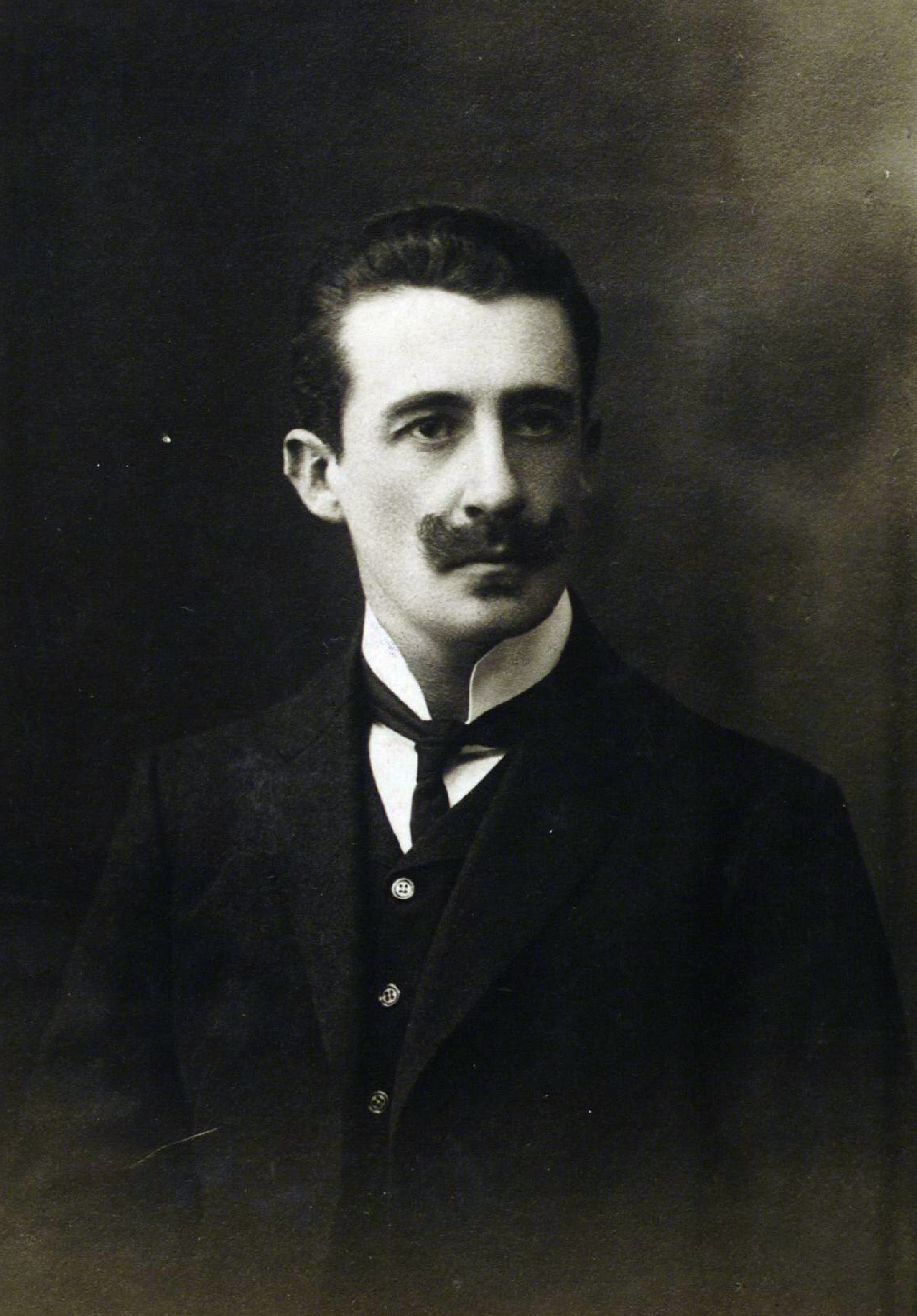
Poseł do rosyjskiej II Dumy Państwowej, 1907

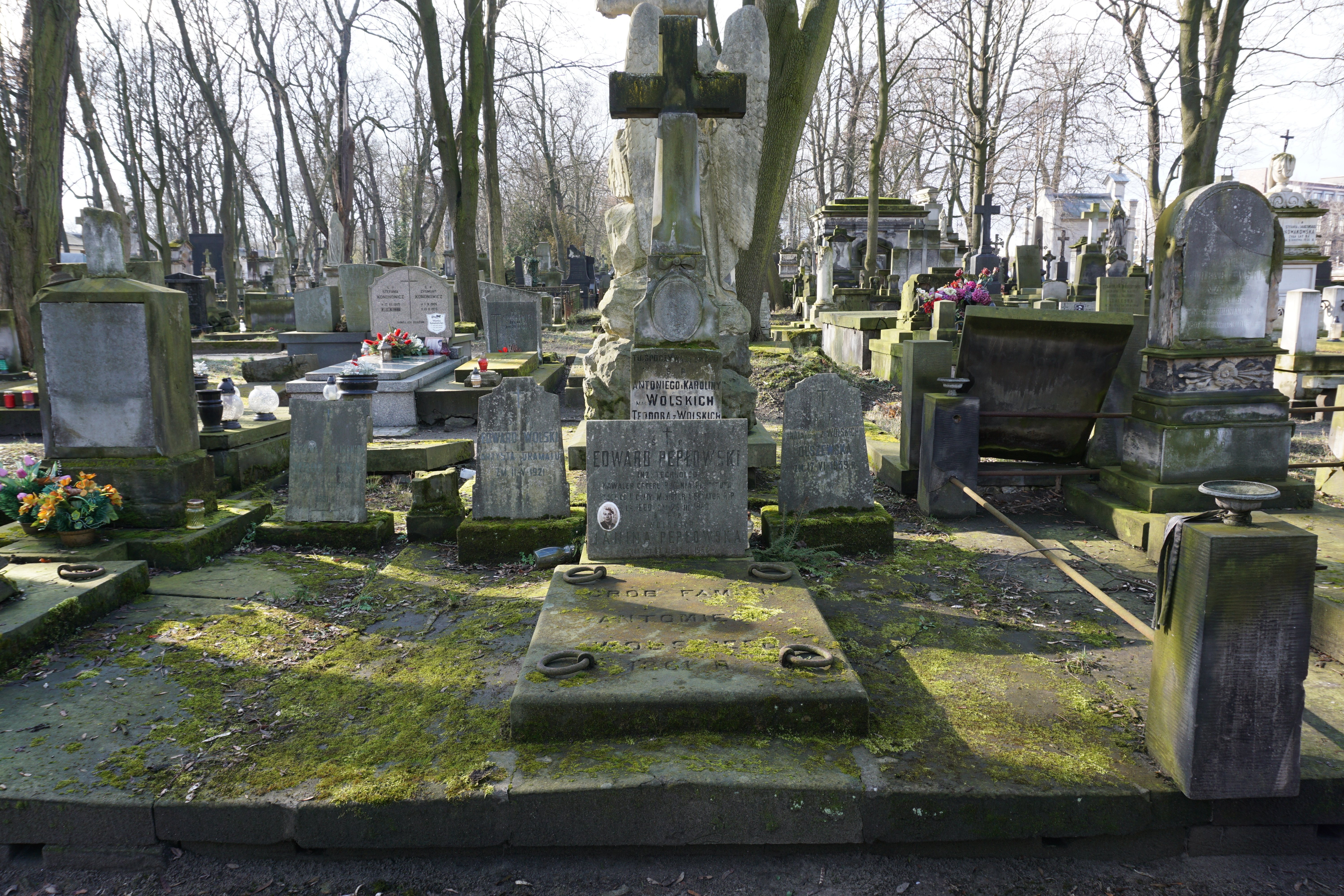
Grób Edwarda Pepłowskiego na cmentarzu Powązkowskim przed renowacją

Uczył się w gimnazjum w Radomiu, gdzie był członkiem kół samokształceniowych. Za tę działalność relegowany ze szkoły, maturę uzyskał jako ekstern w IV gimnazjum w Warszawie. Następnie studiował ukończył Instytut Technologiczny w Petersburgu (1906) Podczas studiów wstąpił do Związku Młodzieży Polskiej (Zet) a od 1904 był członkiem Ligi Narodowej Wraz z Ludwikiem Parniewskim i Leonem Skibińskim był wykładowcą niejawnego oświatowego Towarzystwo A.B.C. i prowadził na jej rzecz komplety z historii i języka polskiego przeznaczone dla gimnazjalistów i niezamożnej polskiej ludności Petersburga.  
Po powrocie do kraju w latach 1906–1909 pracował w przedsiębiorstwie robót górniczych, wiertniczych i hydrologicznych Michała Łempickiego w Sosnowcu. W 1905 był współzałożycielem Narodowego Związku Robotniczego w Królestwie Polskim. Współpracował wówczas bardzo blisko z Zarządem Głównym tej organizacji i zorganizował koła NZR w Radomiu i Starachowicach. Następnie wraz z Adamem Chądzyńskim działał w pracach NZR na terenie Zagłębia  Dąbrowskiego, skąd został posłem do rosyjskiej II Dumy Państwowej w lutym 1907.  
W czerwcu 1908 wraz z Zygmuntem Makowieckim, Aleksandrem Zawadzkim, Tadeuszem Grużewskim, Adamem Chądzyńskim i Janem Stanisławem Jankowskim wystąpił z Ligi Narodowej, wiążąc się z tzw. frondą. Walnie przyczynił się na VI Zjeździe NZR (6-8 IX 1908) do zerwania z LN. Został na nim wybrany do Zarządu Głównego NZR. 1 marca 1909 został aresztowany przez policję rosyjską i kilka tygodni więziony w ratuszu warszawskim. Z powodu braku dowodów za kaucją 300 rubli został zwolniony. Po wyjściu z więzienia wyjechał do Czech gdzie pracował jako inżynier i współpracował ze środowiskami skupionymi wokół "Zarzewia". W latach 1912-1914 reprezentował NZR w Komisji Tymczasowej Skonfederowanych Stronnictw Niepodległościowych.  
W okresie międzywojennym należał do Narodowej Partii Robotniczej, od maja 1920 należał do grona jej czołowych działaczy i organizatorów. W latach 1920-1935 był członkiem Rady Naczelnej i Zarządu Głównego NPR. Od 13 grudnia 1919 do 9 czerwca 1920 i od 24 lipca 1920 do 5 marca 1921 był ministrem pracy i opieki społecznej w rządach Leopolda Skulskiego i Wincentego Witosa. W latach 1921–1926 zajmował stanowisko dyrektora naczelnego Państwowych Zakładów Górniczych i Hutniczych w Warszawie. W latach 1928–1935 był senatorem II i III kadencji. Senator II kadencji wybrany w 1928 roku z województwa poznańskiego z Listy Narodowej Partii Robotniczej. W wyborach 1930 r. został ponownie wybrany w województwie poznańskim, kandydując z listy Centrolewu. W 1935 opuścił NPR wraz z Adamem Chądzyńskim i Janem Stanisławem Jankowskim na znak protestu przeciwko bojkotowi wyborów. 
Podczas II wojnie światowej był prezesem zarządu Fabryki Wyrobów Ceramicznych w Opocznie. W latach 1945–1947 był dyrektorem technicznym w Zakładach Przemysłu Bawełnianego nr 4 im. Stanisława Dubois w Łodzi (daw. „Eitingon i Spółka”). W latach 1947–1949 dyrektorem technicznym w Dyrekcji Przemysłu Bawełnianego, w latach 1949–1954 dyrektorem, a następnie głównym mechanikiem Zakładów Przemysłu Bawełnianego im. Józefa Stalina w Łodzi oraz głównym mechanikiem w Przedsiębiorstwie Usług Ogólnych Przemysłu Bawełnianego w Łodzi.
Zmarł w Łodzi. Pochowany na cmentarzu Powązkowskim w Warszawie (kwatera 179-3-20,21).

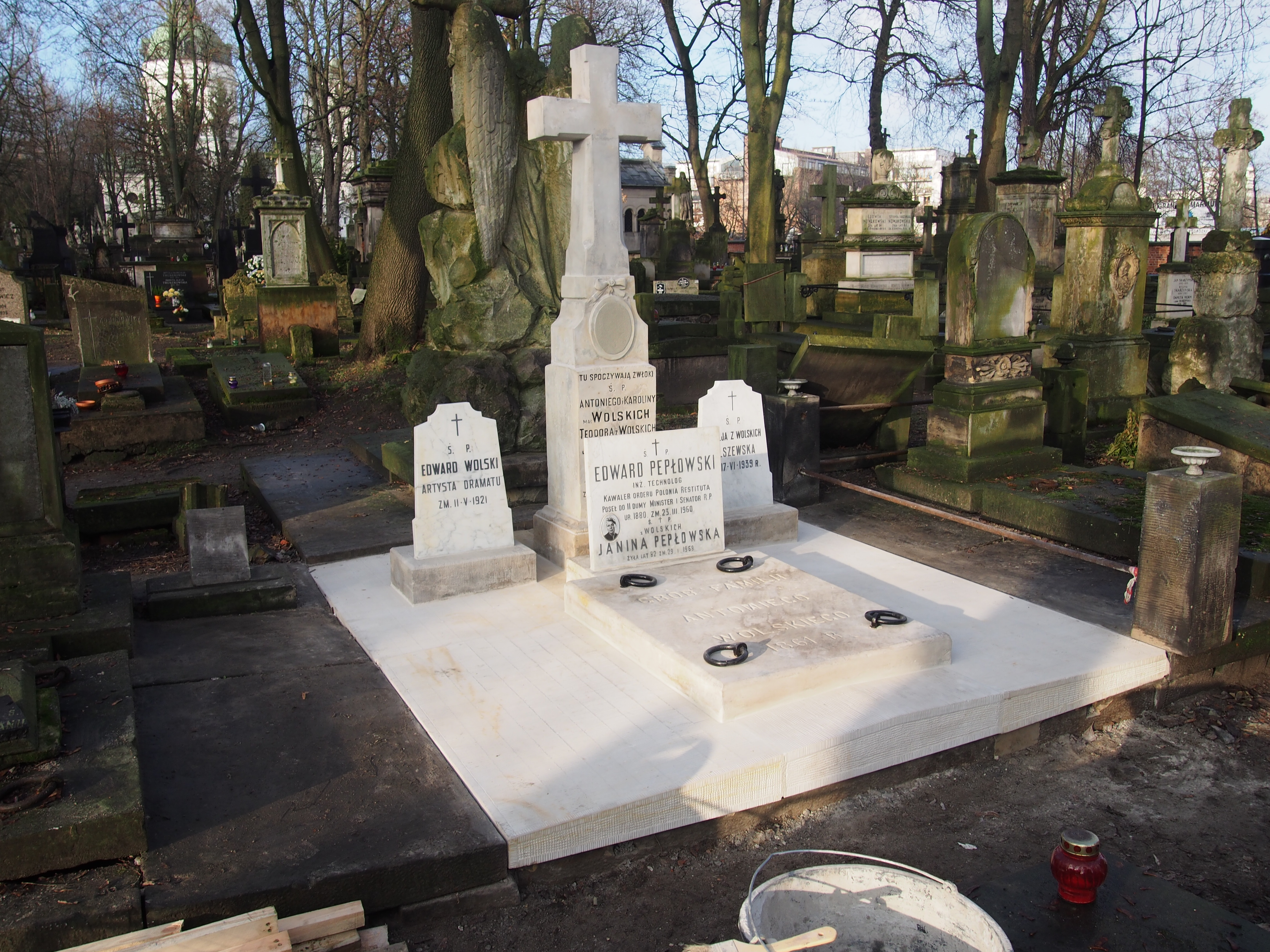
Grób Edwarda Pepłowskiego po renowacji (2023)

W 2022 roku z inicjatywy premiera Mateusza Morawieckiego, Fundacja ,,Stare Powązki" w ramach projektu odrestaurowywania grobów ministrów II RP, odnowiła miejsce pochówku Edwarda Pepłowskiego.

### Ordery i odznaczenia
- Krzyż Komandorski Orderu Odrodzenia Polski (27 grudnia 1924)[11]

## Rodzina
Był synem hutmistrza zatrudnionego w Starachowickich Zakładach Górniczych (SA) Eugeniusza Pepłowskiego h. Gozdawa (1847–1897) i Marianny z Bairdów (zm. 1937). Pierwszą jego żoną była Anna z Czarnkowskich, drugą Janina z Wolskich (zm.1968) 1. voto Bobrowska 2. voto Wielowieyska; dzieci nie pozostawił. Miał pasierbicę Józefinę Wernerową (córkę drugiej żony).  